# Armand Havet
Pour les articles homonymes, voir Havet.
Étienne Amand Maurice Havet, né le 28 juillet 1795 à Rouen et mort le 1er juillet 1820 à Yvoudron (Madagascar), est un médecin, anatomiste, voyageur et botaniste français.

## Biographie
Armand Havet a commencé ses études dans sa ville natale et les a achevées à Paris où il a étudié la médecine, l’anatomie, l’histoire naturelle et surtout la botanique. Lauréat d’un concours spécial, le 4 mai 1819, il est nommé naturaliste-voyageur du gouvernement. 
Après avoir reçu son doctorat en médecine, il choisit Madagascar comme destination de son voyage scientifique. Embarqué le 24 janvier 1820 avec son frère utérin M. Nicole et le naturaliste Godefroy sur la gabare la Panthère, il aborde le 8 juin 1820 dans la rade de Tamatave. Le 16, il se met en route pour Emyrne, résidence de Radama. Au cours de son expédition, il prend des notes sur les plantes et les autres productions naturelles de la contrée, sur leur emploi, ainsi que sur les mœurs, les coutumes des habitants, les dispositions topographique et physique des lieux tandis que son frère effectue plusieurs dessins d’hommes, d’animaux et de sites. Malheureusement, les plantes n'ont pas pu être conservées et n’étaient désignées que par leurs noms malgaches, aussi il fut presque impossible d’en tirer parti. 
Après une semaine d’expédition, le frère de Havet tombe malade. Le lendemain, Armand Havet tombe malade à son tour au retour d’un voyage d’herborisation. Ramené d’urgence vers la côte, Armand succombe dans la nuit de son arrivée au village d’Yvoudron. Transporté à Tamatave, son corps y  est enterré avec grand apparat.

## Œuvres
- Le dictionnaire des ménages : ou, Recueil de recettes et d'instructions pour l'économie domestique, Paris, Blanchard, 1822
- Le moniteur médical, ou secours et remèdes à donner avant l'arrivée du médecin, Paris, Blanchard, 1820